# Weihmichl
Weihmichl település Németországban, azon belül Bajorországban. Lakosainak száma 2521 fő (2023. december 31.). Weihmichl Ergolding, Furth és Hohenthann községekkel határos.

## Népesség
A település népessége az elmúlt években az alábbi módon változott:
| Lakosok száma | 1355 | 741  | 2454 | 2470 | 2496 | 2483 | 2508 | 2518 | 2552 | 2521 |
|               | 1970 | 1975 | 2011 | 2012 | 2014 | 2015 | 2017 | 2019 | 2022 | 2023 |